# Wißmannsdorf
Wißmannsdorf – gmina jednostkowa (Ortsgemeinde) w Niemczech, w kraju związkowym Nadrenia-Palatynat, w powiecie Eifelkreis Bitburg-Prüm, wchodząca w skład gminy związkowej Bitburger Land, nad rzeką Prüm. Do 30 czerwca 2014 wchodziła w skład gminy związkowej Bitburg-Land.

## Części gminy
Władzom gminy Wißmannsdorf podlegają dwie miejscowości:
- Koosbüsch,
- Hermesdorf.